# شکیرا آستین
شکیرا آستین (انگلیسی: Shakira Austin؛ زادهٔ ۲۵ ژوئیهٔ ۲۰۰۰) بازیکن بسکتبال اهل ایالات متحده آمریکا است.
وی در مسابقات کشوری و بین‌المللی در مجموع برندهٔ ۱ مدال طلا شده‌است.